# Agencia de Inversiones y Servicios de Castilla y León
La Agencia de Inversiones y Servicios de Castilla y León es un ente público de derecho privado que pertenece al Gobierno de la Administración de la Comunidad de Castilla y León, la Junta de Castilla y León. Está adscrita a la Consejería de Economía y Empleo. Esta agencia se creó en el año 1994 y en sus inicios fue denominada como Agencia de Desarrollo Económico, de ahí las siglas por las que es conocida en el ámbito económico y social de la región: ADE.
Cada año la ADE convoca ayudas dirigidas a apoyar proyectos de creación de empresa, a la realización de proyectos inversores de crecimiento empresarial y mejora de la competitividad, así como a la mejora productiva a través del I+D y la innovación. 

## Localización
La sede central se encuentra en el nuevo edificio de la Junta de Castilla y León construido en Arroyo de la Encomienda (Valladolid), en concreto en la calle Jacinto Benavente, 2  CP. 47195 
También cuenta con delegaciones territoriales en las 9 provincias de Castilla y León. Mapa de localización